# Тумстоун: Легенда Дикого Запада
«Ту́мстоун: Легенда Дикого Запада» (англ. Tombstone [ˈtuːm.ˌstoʊn]) — вестерн режиссёра Джорджа Пана Косматоса 1993 года. В основе сюжета лежат реальные исторические события, а их персонажи — подлинные фигуры, Уайетт Эрп и Док Холлидей, которых играют Курт Расселл и Вэл Килмер соответственно.

## Сюжет
1879 год. В США закончилась гражданская война. Фермеры, грабители, золотоискатели, убийцы и воры отправились на поиски богатства. Члены преступной банды «ковбоев», носящие красные пояса, во главе с «Курчавым Биллом» Бросиусом, въезжают в мексиканский городок и прерывают свадьбу местного полицейского. В отместку за убийство двух своих соратников они расстреливают почти всех собравшихся, включая жениха, а невесту насилуют. Один из бандитов, Джонни Ринго, в последних словах убитого священника узнаёт цитату из библейского Откровения о всаднике по имени «смерть».
Уайетт Эрп, известный блюститель порядка в отставке, воссоединяется со своими братьями Вирджилом и Морганом на железнодорожной станции в аризонском Тусоне. Все трое вместе со вторыми половинками отправляются в Тумстоун, где найдено месторождение серебра, чтобы там обосноваться. Давний друг Уайетта, южанин и игрок Джон Холлидей по кличке «Док», вместе с сообщницей и любовницей Большеносой Кейт отправляется туда же — в надежде, что сухой климат поможет ему справиться с обостряющимся туберкулёзом. С самого приезда в Тумстоун Эрпы и Холлидей проводят время за азартными играми в салуне «Ориентал», получая при этом долю от прибыли заведению. Туда же нередко заявляются и ковбои, первая же встреча героев с которыми чудом не заканчивается потасовкой. Тем временем, Уайетт влюбляется в артистку Джозефину Маркус, приехавшую в город в составе труппы бродячего театра, а его жена, Мэтти Блейлок, становится зависимой от настойки опиума, которую начинает принимать для утоления головной боли.
В один из вечеров Курчавый Билл после посещения опиумного притона теряет над собой контроль и затевает хаотичную стрельбу из двух пистолетов. Маршал Фред Уайт, оказавшийся поблизости, приказывает ему сдать оружие, но Билл случайно застреливает его наповал. Уайетт не предаёт убийцу линчеванию, но берёт его под стражу, чем приводит в ярость Айка Клэнтона и других ковбоев. В суде Кудрявый Билл признаётся невиновным из-за отсутствия свидетелей, а на Эрпов теперь ощутимо оказывается давление, чтобы те помогли избавить город от бандитов. Старший брат Вирджил, наблюдающий творящееся беззаконие, берёт обязанности маршала на себя и вводит запрет на ношение оружия в черте города. Напряжение от этого только возрастает, и все четверо мужчин — Эрпы и Холлидей — вынуждены стреляться с ковбоями возле корраля О-Кей. В результате схватки погибают Билли Клэнтон и братья Маклори. Также становится известно о лояльности к ковбоям со стороны окружного шерифа — Джонни Бихэна, и прежде симпатизировавшая ему Джозефина отныне проявляет к нему презрение и сочувствует Эрпам.
Бандиты очень скоро устраивают братьям вендетту: Вирджила ранят в левую руку, оставляя инвалидом, а Моргана убивают выстрелом в спину за игрой в бильярд в ту же ночь. Подавленный Уайетт вместе с родными покидает Тумстоун. В Тусоне, по указанию Курчавого Билла, их настигают Айк Клэнтон и Фрэнк Стилвелл, готовясь устроить засаду. Однако Уайетт застаёт наёмников врасплох: он благополучно отправляет родных на поезде, а сам остаётся на платформе и со спины убивает Стилвелла, как когда-то его сообщники — Моргана. Перепуганного Клэнтона он отпускает с сообщением: как новый маршал, он бросает ковбоям вызов.
К карательному отряду Эрпа присоединяется Док, а также «Техасец Джек» Вермиллион, «Индюшачий Ручей Джек» Джонсон и Шерман Макмастерс, покинувший банду ковбоев сразу же после вести о покушении на Вирджила. За сравнительно небольшой срок Уайетт со товарищи успевает убить не одного громилу с красным поясом. В лесу возле ручья он сталкивается с ковбоями нос к носу и, застрелив Курчавого Билла вместе со многими из его людей, одерживает победу. Однако здоровье Дока ухудшается, и команда вынуждена просить приюта на ранчо Генри Хукера. Через него следует экипаж Джозефины, чьего коллегу и друга, артиста Фабиана, застрелили ковбои. Прежде поссорившийся с ней Уайетт просит прощения и получает его, при этом он всё ещё не в состоянии признаться женщине в чувствах.
Оставшихся в живых ковбоев теперь возглавляет Джонни Ринго. Под предлогом переговоров он заманивает к себе Макмастерса, а утром нового дня посыльный притаскивает на лошади растерзанный труп Шермана прямиком к Уайетту и его союзникам. Теперь Ринго требует встречи с Эрпом с глазу на глаз — очевидно, чтобы сразиться с ним. Уайетт понимает, что преимущество будет не в его пользу, но соглашается. Ослабевший Док остаётся на ранчо, а Эрп и два Джека (которых ковбои готовятся убить сразу, едва покончат с Уайеттом) отправляются на разборку. В назначенное время лидеру бандитов предстаёт… Док Холлидей во всеоружии! Озадаченный Ринго принимает его приглашение закончить «кровавую игру», начатую между ними двумя ещё в Тумстоуне. Уайетт прибывает на дуэль лишь после того, как Док, оказавшийся ловчее, убивает его оппонента одним выстрелом. Теперь компания вновь продолжает преследовать ковбоев, в итоге расправляясь с ними раз и навсегда. Айк Клэнтон в очередной раз трусливо бежит от их казни, выбрасывая на скаку свой красный пояс.
Спустя некоторое время Уайетт навещает Дока в санатории в Колорадо и видит над его койкой священника, прочитавшего над ним молитву. Сам Холлидей ещё жив, но, предчувствуя скорый уход, просит друга оставить его и отправиться на поиски Джозефины. Эрп следует совету Дока и находит возлюбленную в гримёрке её театра после очередного представления. Та с радостью принимает его предложение руки и сердца. Фильм завершается сценой танца счастливых Уайетта и Джозефины под падающим снегом, под которую рассказчик кратко сообщает дальнейшие события:
- Айк Клэнтон будет застрелен при попытке вооружённого ограбления два года спустя.
- Мэтти скончается от передозировки опиумом через некоторое время после отъезда из Тумстоуна.
- Вирджил Эрп, оставшийся фактически одноруким после ранения, станет шерифом одного из городов в Калифорнии, где поселится вместе с женой.
- Уайетт Эрп проведёт с Джозефиной всю оставшуюся жизнь и умрёт в Лос-Анджелесе в 1929 году; в последний путь его будут провожать звёзды первых вестернов — Уильям Харт и Том Микс (последний — со слезами на глазах).

## В ролях
| Актёр                | Роль                                  |
| -------------------- | ------------------------------------- |
| Курт Расселл         | Уайетт Эрп                            |
| Вэл Килмер           | Джон «Док» Холлидей                   |
| Сэм Эллиотт          | Вирджил Эрп                           |
| Билл Пэкстон         | Морган Эрп                            |
| Дана Дилейни         | Джозефина Маркус                      |
| Майкл Бин            | Джонни Ринго                          |
| Йоанна Пакула        | Мэри Кэтрин «Большеносая Кейт» Хорони |
| Терри О'Куин         | мэр Джон Клам                         |
| Пауэрс Бут           | «Курчавый» Билл Бросиус               |
| Джейсон Пристли      | Билли Брекинридж                      |
| Чарлтон Хестон       | Генри Хукер                           |
| Билли Зейн           | мистер Фабиан                         |
| Билли Боб Торнтон    | Джони Тайлер                          |
| Майкл Рукер          | Шерман МакМастерс                     |
| Бак Тейлор           | «Индюшачий Ручей» Джек Джонсон        |
| Питер Шерайко        | «Техасец» Джек Вермильон              |
| Дана Уиллер-Николсон | Мэтти Блэйлок-Эрп                     |
| Пола Малкомсон       | Элли Эрп                              |
| Лайза Коллинз        | Луиза Эрп                             |
| Фрэнк Сталлоне       | Эд Бейли                              |
| Стивен Лэнг          | Айк Клентон                           |
| Джон Тенни           | шериф округа Джонни Бихэн             |
| Гарри Кэри-мл.       | шериф (маршал) Фред Уайт              |
| Пэт Брэйди           | хозяин салуна «Ориентал» Милт Джойс   |
| Джон Филбин          | Том Маклори                           |
| Роберт Джон Берк     | Фрэнк Маклори                         |
| Томас Хейден Чёрч    | Билли Клэнтон                         |
| Томас Арана          | Фрэнк Стиллвелл                       |
| Пол Бен-Виктор       | Флорентино Круз                       |
| Джон Корбетт         | Джонни Барнс                          |
| Уайетт Эрп III       | Билли Клэйборн                        |
| Роберт Митчем        | рассказчик                            |

## Съёмки
Фильм состоит в основном из натурных кадров, сделанных непосредственно в Аризоне. Съёмки начались в мае 1993 года. Картина должна была стать дебютом в режиссёрском амплуа для сценариста Кевина Жарра, но работа быстро утомила его: он не смог получить необходимые кадры и отстал от графика, за что и был уволен продюсером Эндрю Вайной спустя месяц. Актёр Майкл Бин, которому досталась роль антагониста Джонни Ринго, был близким другом Жарра и подумывал об уходе, когда кресло постановщика занял Джордж Пан Косматос; он сетовал, что тот «не понимал и не воспринимал сценарий». Однако к моменту прихода Косматоса все набранные актеры остались на местах. Требовательность и бескомпромиссность нового режиссёра привели к его конфликтам с некоторыми членами съёмочной группы, в частности с оператором Уильямом Фрейкером.
Немаловажной является роль в съёмочном процессе Курта Рассела. Вместе с продюсером Джеймсом Джексом он сократил разросшийся сценарий Жарра, убрав второстепенные сюжетные линии и сделав акцент на отношениях между Уайеттом и Доком. Впоследствии Рассел заявлял, что именно он снял фильм по просьбе студии-производителя, поступившей после ухода Жарра, но не хотел, чтобы об этом было известно, поэтому Косматос был сделан номинальным режиссёром. Его коллега по фильму Вэл Килмер подтвердил заявления о непростой закулисной работе и отметил, что Рассел «по сути дела» снял фильм, но то, что тот был полноценным режиссёром, не оговаривал. При этом Бин утверждал, что Рассел никогда не руководил им лично.
Жарр, а затем и Косматос уделяли внимание подлинным историческим деталям, таким как костюмы, реквизит, обычаи и декорации, для придания происходящему аутентичности. Все усы в фильме были настоящими, кроме усов Джона Тенни (исполнителя роли подкупного шерифа Джонни Бихэна), который начисто побрился для своего предыдущего проекта и в конечном счёте носил искусственные. Чтобы город Тумстоун казался больше, были использованы две локации. В пролог в качестве фрагментов кинохроники вмонтированы как кадры с актёрами фильма, отснятые специально и стилизованные под винтажное кино, так и выдержки из немого фильма «Большое ограбление поезда» — одного из родоначальников жанра вестерн в кинематографе.
Первоначально на роль Дока Холлидея претендовал Уиллем Дефо, однако из-за общественного резонанса вокруг его роли Иисуса в скандальном фильме «Последнее искушение Христа» компания Buena Vista потребовала уволить артиста. Маршала Фреда Уайта вместо Гарри Кэри-младшего мог сыграть Гленн Форд, но по состоянию здоровья он был вынужден покинуть проект. Кроме того, от роли Айка Клэнтона отказался Роберт Митчем из-за травмы, полученной перед началом съёмок при падении с лошади, — в итоге он озвучил текст от автора, а роль трусоватого пьяницы-бандита исполнил Стивен Лэнг, который в большинстве своих сцен был нетрезвым взаправду. В фильме также снялся тёзка и родственник оригинального Уайетта Эрпа в пятом поколении — Глен Уайетт Эрп, работавший ипотечным банкиром; за ним значится роль бандита-ковбоя Билли Клэйборна.
Саундтрек для картины исполнен лондонским оркестром «Симфония» и почти целиком написан композитором Брюсом Бротоном, также выступившим в качестве дирижёра. Помимо этого, в середине фильма Док играет ноктюрн ми минор Фридерика Шопена (который, как и Холлидей, умер от туберкулёза достаточно молодым) на расстроенном фортепиано, стоящем в «Ориентале»; чуть позднее там же Джозефина Маркус поёт композицию Джеймса Керригана «Долина Ред-Ривер», являющуюся стандартом в музыке вестерн. Аккомпанементом к представлению её театра звучит «Пляска смерти» Камиля Сен-Санса.

## Особенности и проблематика
Фильм посвящён перестрелке у корраля О-Кей в городке Тумстоун и последующей вендетте маршала Уайетта Эрпа, но не повторяет достоверно хронологию событий, немалая часть описания которых строится на мифах и легендах, и имеет ряд существенных вольностей сценария. Так, покушения ковбоев на Эрпов были совершены далеко не сразу после перестрелки, причём в разное время: на Вирджила напали в конце декабря 1881 года, а на Моргана — 18 марта 1882 года. Более того, из повествования убраны два других брата, не участвовавших в перестрелке, — Уоррен и Джеймс, хотя последний даже сотрудничал с Уайеттом в его походе против ковбоев, наряду с Холлидеем, Вермиллионом, Джонсоном и Макмастерсом.
Бывший страж порядка Уайетт Эрп, чей образ в фильме значительно романтизирован, в реальности слыл куда более противоречивой фигурой. До переезда в Тумстоун маршал неоднократно уличался в неправомерных действиях, среди которых были присвоение денежных средств и конокрадство, а уголовного преследования избежал потому, что своевременно покинул штат Миссури. Киношный же Эрп показан человеком с положительной репутацией, ищущим мирной жизни и предпочитающим в борьбе с врагом использовать психологическое давление, а не физическую силу или оружие. Наглядным примером этому служит сцена, в которой Уайетт выгоняет из салуна «Ориентал» грубияна-картёжника Джони Тайлера в исполнении Билли Боба Торнтона, чьи реплики отсутствовали как таковые в конечном сценарии и были актёрской импровизацией.
Док Холлидей в исполнении Вэла Килмера, ответственно подошедшего к воплощению образа, говорит с южным акцентом (под стать происхождению личности-прототипа) и владеет искусством fast draw, которое актёр долго оттачивал при подготовке к съёмкам. Именно этот навык помогает персонажу на финальной дуэли с ковбоем Джонни Ринго, с которым он имеет много общего, вплоть до познаний в латыни, но выгодно отличается в плане благородства и самоотверженности. Несмотря на показной цинизм, Холлидей играет значительную роль в борьбе Уайетта Эрпа с бандитами, несмотря на усиливающуюся болезнь, и подменяет его в поединке с Ринго — тем самым он обеспечивает другу благополучную жизнь в будущем и отказывается от последней надежды спасти свою. Более того, его изначальным планам умереть «в сапогах», то есть в бою, не суждено сбыться. Последние слова — «Чёрт меня побери! Вот забавно!» (англ. Well, I'll be damned. Oh, this is funny) — Док произносит на больничной койке, со взглядом на собственные босые ступни.
В ленте прослеживается ряд христианских мотивов. В начальной сцене мексиканский священник перед тем, как его убьют, восклицает в сторону ковбоев, ссылаясь на отрывок из библейского Откровения Иоанна Богослова:
И я взглянул, и вот, конь бледный, и на нем всадник, которому имя «смерть»; и ад следовал за ним
При этом Джонни Ринго — пожалуй, самый безжалостный из бандитов — оказывается единственным, способным правильно перевести эти слова. Цитата служит сюжетным предзнаменованием того, что за свои преступления разбойники в конце концов будут покараны. Уайетт Эрп, считающий себя агностиком, позднее ссылается на ту же фразу о всаднике, беря функцию вершителя правосудия на себя и объявляя ковбоям войну. При этом он позиционируется не как мститель, а как воздаятель, что также идёт в соответствии с Апокалипсисом.
В то же время Док, эпикуреец и ганфайтер, перед своей кончиной исповедуется как христианин и рассуждает с Уайеттом на тему любви в высоком смысле. Именно Холлидей на смертном одре разрешает внутренние противоречия Эрпа, испытывающего симпатию к Джозефине Маркус с момента первой встречи с ней. Намереваясь обустроить семейный уют вместе со своей избранницей Мэтти, Уайетт поначалу противится чувствам к бродячей артистке, в первой половине фильма предстающей в облике кокетливой особы и дьяволицы. После перестрелки с ковбоями Джозефина занимает сторону Эрпов, попутно охладевая к шерифу Джонни Бихэну ввиду его потворства бандитам. Отношение Уайетта к ней тоже со временем смягчается, но только с подачи Дока он решается признаться ей, что и делает в финале повествования. Маркус среди персонажей фильма, возможно, наиболее далека от прототипа: реальная Джозефина разошлась с Джонни Бихэном ещё до событий возле коралля «О-Кей», и к тому моменту ей было около 20 лет, в то время как актриса Дана Дилейни была лишь немногим моложе 42-летнего Курта Рассела (который, впрочем, аналогично был старше Уайетта образца 1881 года почти на 10 лет).

## Реакция
Премьера фильма в американских кинотеатрах состоялась 24 декабря 1993 года — за шесть месяцев до фильма Лоуренса Кэздана «Уайетт Эрп», имеющего аналогичную сюжетную основу. В премьерный уик-энд фильм занял третье место в прокате США после «Дела о пеликанах» и «Миссис Даутфайр», собрав около 6,5 млн долларов при показе в 1 504 кинозалах. Общий объём кассовых сборов в Соединенных Штатах и Канаде составил 56,5 млн долларов (20-е место среди фильмов, выпущенных в 1993 году), а на международном уровне — 16,7 млн долларов, что в общей сложности составляет 73,2 млн долларов по всему миру.
Помимо успеха в прокате, «Тумстоун» был положительно принят критиками. На сайте Rotten Tomatoes картина имеет рейтинг одобрения 72% на основании 47 отзывов и средний балл 6,3/10, с рекомендацией для тех, кто ищет «стильный современный вестерн с целостным сюжетом и хорошо подобранным актёрским составом». Роджер Эберт, впоследствии сравнивавший экранизации Кэздана и Косматоса, отдавал предпочтение последней, а в рецензии на фильм «Проклятый сезон» также отмечал: «Всякий раз, когда вижу Рассела или Вэла Килмера в какой-либо роли, я вспоминаю их общий выход в „Тумстоуне“, который затерялся в праздничной суматохе конца года, так и не получив заслуженного признания». Российский критик и киновед Сергей Кудрявцев отреагировал на картину более сдержанно, оценив её в своей книге кинорецензий «3500» на 5,5 («выше среднего») по десятибалльной шкале, и провёл параллель между ней и другой работой Косматоса — «Кобра», где герой Сильвестра Сталлоне «хладнокровно и без лишних сомнений наводил порядок в современной Америке» идентично Эрпу и Холлидею.
Фильм был новеллизирован Джайлзом Типпетом с опорой на оригинальный сценарий Кевина Жарра и выпущен издательством Berkley Publishers в первый день 1994 года.
За роль Дока Холлидея Вэл Килмер был номинирован в 1994 году на премию канала MTV в категориях «Лучшая мужская роль» и «Самый желанный мужчина».

### Комментарии
1. ↑  В фильме делается намёк, что Док умирает сразу же после ухода Уайетта из палаты.
2. ↑  На вопрос младшего брата Моргана, верит ли он в Бога и жизнь после смерти, Уайетт Эрп с усмешкой отвечает: «Ну… Возможно. Даже не знаю» (англ. Yeah. Maybe. Well, I don't know).
3. ↑  В реальности Уайетт Эрп долго не виделся с Холлидеем и не был рядом с ним к моменту, когда тот умирал.
4. ↑  Одна из известных сценических ролей Джозефины Маркус, согласно фильму, — Мефистофель из постановки «Фауста» Гёте.
5. ↑  При этом неясно, умерла ли Мэтти Блейлок от наркозависимости к тому моменту и знал ли тогда об этом сам Уайетт.